# 대한민국 제16대 국회 후반기 의장단 선거
제16대 국회 후반기 의장단 선거는 2002년 7월 8일 실시되었다.
선거 결과 6선의 박관용 한나라당 의원이 국회의장에, 5선의 김태식 새천년민주당 의원과 3선의 조부영 자유민주연합 의원이 국회부의장에 선출되었다.
국회의장 선거에서 한나라당 의원들은 박관용 후보에게 일치단결된 지지를 보낸 반면, 새천년민주당 측은 김영배 후보와 조순형 후보에게 표가 분산되는 등 내부 단속이 되지 않은 것으로 나타났다.
이로써 박관용 국회의장은 대한민국 역사상 세번째 야당 출신 국회의장이 되었다. 최초의 야당 출신 국회의장은 1950년 민주국민당 소속으로 제2대 국회 전반기 의장에 선출된 신익희였으며, 두번째는 민주당 소속으로 이승만 대통령의 사퇴가 효력을 발휘하기 하루 전 제4대 민의원 후반기 의장에 선출된 곽상훈이었다.
국회법에 따르면 후반기 국회의장단 선거는 2002년 5월 24일 치러져야 했으나, 여야 간 의원 구성 협의가 지연되어 한 달 이상 미루어졌다.

## 선거 제도
국회의 의장 및 부의장은 국회의원들의 무기명 투표로 선출하되 만약 1차 투표 결과 재적 의원의 과반을 득표한 자가 없으면 2차 투표를 실시하고, 2차 투표에서도 과반 득표자가 나오지 않을 시 최고득표자와 차점자에 대하여 3차 결선 투표를 실시하되 이 경우 단순 다수 득표자를 당선자로 하도록 되어있었다.

## 배경
여당인 새천년민주당과 제1야당인 한나라당은 7월 8일 오전 10시 50분 총무회담을 마치고 나와 국회의장 선거는 양당 모두 공식 후보를 정하지 않고 완전 자유 투표로 진행하되, 국회의장 선거에서 이긴 당은 국회부의장직은 포기하기로 합의했다고 발표했다. 만약 한나라당에서 국회의장직을 차지할 경우에는 국회부의장직은 새천년민주당과 자유민주연합에서 하나씩, 새천년민주당에서 국회의장직을 차지할 경우에는 국회부의장직은 한나라당과 자유민주연합에서 하나씩 차지한다는 것이었다.
이같은 합의에 따라 한나라당과 새천년민주당은 공식적으로 국회의장 후보를 정하지 않았으나, 실제로는 각각 박관용 의원과 김영배 의원을 후보로 내정한 상태였다. 이같은 모습은 당시 언론으로부터 "모양만 자유 투표"라는 비판을 듣기도 했다.
이런 상황에서 조순형 새천년민주당 의원이 약속대로 완전 자유 투표를 해야 한다며 독자 국회의장 선거 출마를 강행하고, 새천년민주당과 연대 관계에 있던 자유민주연합이 김영배 후보를 지지하지 않고 자유 투표를 하기로 하는 등, 선거는 한나라당 측에 유리하게 진행되었다.
선거 당일 재적 국회의원 수는 261명으로, 그 중에서 130명은 한나라당, 112명은 새천년민주당, 14명은 자유민주연합, 1명은 민주국민당, 4명은 무소속 의원이었다. 그 중 한나라당 의원 1명, 새천년민주당 의원 1명, 무소속 의원 1명 등 3명이 결석하여 총 258명의 의원들이 투표에 참여하였다.

## 후보

### 국회의장 후보

#### 한나라당
한나라당은 5월 25일부터 26일까지 후보 등록을 받은 결과 유일하게 후보 등록을 한 6선의 박관용 의원을 5월 28일 의원총회에서 국회의장 후보로 확정하였다. 그러나 한나라당은 민주당과의 원 구성 협상에서 자유 투표를 잠정 합의함에 따라 6월 24일 다시 의원총회를 열고 박관용 후보 내정을 공식 최소하였다.

#### 새천년민주당
민주당의 국회의장 후보로는 김영배 의원과 조순형 의원 등 두 의원이 출마를 선언한 상태였다. 민주당은 7월 6일 의원총회를 열고 "전날 밤 최고위원회의에서 자유민주연합과 무소속 의원들을 감안해 김영배 의원이 득표력이 있다고 결론을 내렸다"며 김영배 의원을 민주당의 단일 국회의장 후보로 확정한다고 발표하였다. 그러나 조순형 의원은 국민들에게 약속한대로 완전 자유 투표를 해야 한다며 당의 결정에 불복, 출마를 강행하였다.

### 국회부의장 후보

#### 새천년민주당
민주당은 당초 국회의장직을 차지하기 위해 국회부의장 후보는 내지 않았으나, 국회의장 선거에서 패한 직후 의원총회를 열고 김태식 의원과 김충조 의원을 두고 표결을 실시, 김태식 의원을 부의장 후보로 선출하였다.

#### 자유민주연합
자유민주연합은 조부영 의원을 국회부의장 후보로 내정한 것으로 알려졌다.

## 선거 결과

### 국회의장 선거
부산광역시 동래구 지역구의 박관용 한나라당 의원이 당선되었다.
| 후보   | 소속         | 득표 | %    | 비고 |
| ------ | ------------ | ---- | ---- | ---- |
| 박관용 | 한나라당     | 136  | 52.1 | 당선 |
| 김영배 | 새천년민주당 | 112  | 42.9 |      |
| 조순형 | 새천년민주당 | 6    | 2.3  |      |
| 김종호 | 자유민주연합 | 1    | 0.4  |      |
| 김충조 | 새천년민주당 | 1    | 0.4  |      |
| 기권   | 기권         | 1    | 0.4  |      |
| 무효   | 무효         | 1    | 0.4  |      |
| 결석   | 결석         | 3    | 1.1  |      |
| 재적   | 재적         | 261  | 100  |      |

### 새천년민주당 몫 국회부의장 선거
전라북도 완주군·임실군 지역구의 김태식 새천년민주당 의원이 당선되었다.
| 후보   | 소속         | 득표 | %    | 비고 |
| ------ | ------------ | ---- | ---- | ---- |
| 김태식 | 새천년민주당 | 197  | 75.5 | 당선 |
| 서정화 | 한나라당     | 29   | 11.1 |      |
| 정창화 | 한나라당     | 4    | 1.5  |      |
| 유재건 | 새천년민주당 | 3    | 1.1  |      |
| 김충조 | 새천년민주당 | 3    | 1.1  |      |
| 서청원 | 한나라당     | 1    | 0.4  |      |
| 기권   | 기권         | 2    | 0.8  |      |
| 결석   | 결석         | 22   | 8.4  |      |
| 재적   | 재적         | 261  | 100  |      |

### 자유민주연합 몫 국회부의장 선거
비례대표의 조부영 자유민주연합 의원이 당선되었다.
| 후보   | 소속         | 득표 | %    | 비고 |
| ------ | ------------ | ---- | ---- | ---- |
| 조부영 | 자유민주연합 | 165  | 63.2 | 당선 |
| 정창화 | 한나라당     | 30   | 11.5 |      |
| 서정화 | 한나라당     | 13   | 5.0  |      |
| 김종필 | 자유민주연합 | 2    | 0.8  |      |
| 이부영 | 한나라당     | 2    | 0.8  |      |
| 조희욱 | 자유민주연합 | 1    | 0.4  |      |
| 조순형 | 새천년민주당 | 1    | 0.4  |      |
| 이회창 | 한나라당     | 1    | 0.4  |      |
| 김충조 | 새천년민주당 | 1    | 0.4  |      |
| 허운나 | 새천년민주당 | 1    | 0.4  |      |
| 김종호 | 자유민주연합 | 1    | 0.4  |      |
| 기권   | 기권         | 4    | 1.5  |      |
| 무효   | 무효         | 3    | 1.1  |      |
| 결석   | 결석         | 36   | 13.8 |      |
| 재적   | 재적         | 261  | 100  |      |